# Rancho Peinecillo
Rancho Peinecillo är en ort i Mexiko.   Den ligger i kommunen San José Tenango och delstaten Oaxaca, i den sydöstra delen av landet, 300 km sydost om huvudstaden Mexico City. Rancho Peinecillo ligger 973 meter över havet och antalet invånare är 198.
Terrängen runt Rancho Peinecillo är varierad. Runt Rancho Peinecillo är det ganska tätbefolkat, med 185 invånare per kvadratkilometer. Närmaste större samhälle är Isla Soyaltepec, 13,9 km nordost om Rancho Peinecillo. I omgivningarna runt Rancho Peinecillo växer i huvudsak städsegrön lövskog.